# Australoconops furvus
Australoconops furvus är en tvåvingeart som beskrevs av Schneider 2010. Australoconops furvus ingår i släktet Australoconops och familjen stekelflugor. Inga underarter finns listade i Catalogue of Life.